# Maria Aloysia Löwenfels
Maria Aloysia Löwenfels (* 5. Juli 1915 als Luise Löwenfels in Trabelsdorf, Oberfranken; † 9. August 1942 im KZ Auschwitz-Birkenau) war eine deutsche römisch-katholische Ordensschwester. Sie wurde mit vielen anderen vom Judentum zur katholischen Kirche konvertierten Christen, darunter die 1998 heiliggesprochene Karmelitin Teresia Benedicta vom Kreuz (Edith Stein), im Vernichtungslager Auschwitz-Birkenau ermordet.

## Leben
Luise Löwenfels wurde als Tochter einer jüdischen Familie in Trabelsdorf bei Bamberg geboren. In Ingolstadt besuchte sie die Höhere Töchterschule des Klosters Gnadenthal. Während ihrer Ausbildung zur Kindergärtnerin im franziskanischen Kloster Maria Stern in Nördlingen erhielt sie Konvertitenunterricht. Es folgte eine kurze Tätigkeit als Erzieherin in einer jüdischen Familie in Recklinghausen sowie in einem jüdischen Kinderheim in Frankfurt/Main. In dieser Stadt lernt sie auch die Dernbacher Schwestern („Arme Dienstmägde Jesu Christi“, ADJC) aus Dernbach im Westerwald kennen, die mehrere Niederlassungen in Frankfurt unterhielten. 1935, im Alter von 20 Jahren, wurde Luise in einem Kloster des Ordens in München-Gladbach-Hehn getauft. Wegen der Gefährdung durch die NS-Rassenpolitik und nachdem eine Schülerin aus einer von den Schwestern betreuten Schule damit gedroht hatte, die Gestapo über die Mitwirkung an der Taufe von Luise Löwenfels zu informieren, floh sie in die Niederlande. Dabei halfen ihr eine Freundin und deren Vater, Heinrich Eppmann, aus Recklinghausen über die Grenze. 1937 trat sie in einem Kloster der Armen Dienstmägde in Geleen in den Niederlanden dieser Gemeinschaft bei. Sie erhielt den Ordensnamen Schwester Maria Aloysia. Obwohl ihr der Orden die Ausreise nach England anbot, blieb sie in dem niederländischen Kloster. Sie legte Examen für Stenographie und Schreibmaschine ab und arbeitete fortan als Lehrerin für Maschinenschreiben und Stenographie.
Anfang Juli 1942 begannen die Massendeportationen von Juden aus den Niederlanden, die nach offizieller Darstellung angeblich in „Arbeitslager“ gebracht wurden. Am 11. Juli protestierten die niederländischen Kirchen in einem gemeinsamen Telegramm an den Reichskommissar für die Niederlande, Arthur Seyß-Inquart, gegen diese Maßnahmen. Seyß-Inquart reagierte mit der überraschenden Zusicherung, vor 1941 getaufte Juden aller christlichen Konfessionen würden von der Deportation ausgenommen, wenn die Kirchen ihren Protest nicht öffentlich machten. Unbeeindruckt von diesem Angebot veröffentlichten die Reformierte Staatskirche (als größte christliche Konfession) und die katholischen Bischöfe der Niederlande ihr Protesttelegramm am Sonntag, dem 26. Juli 1942. Dazu ließ der katholische Erzbischof von Utrecht, Johannes de Jong, am gleichen Sonntag landesweit einen auf den 20. Juli datierten Hirtenbrief verlesen, der das Vorgehen der Deutschen gegen Juden anprangerte. Als Reaktion darauf wurden 244 zum Katholizismus konvertierte ehemalige Juden, darunter auch Rosa und Edith Stein sowie Lisamaria Meirowsky und Elvira Sanders-Platz, am 2. August 1942 von der Gestapo verhaftet und über das Durchgangslager Amersfoort in das Durchgangslager Westerbork und schließlich in das Vernichtungslager Auschwitz-Birkenau deportiert. Dort wurde Löwenfels laut beeidigten Aussagen zweier niederländischer Zeugen am 9. August 1942 in der Gaskammer ermordet.

## Gedenken und postume Ehrungen
Luise Löwenfels wurde als Glaubenszeugin in das deutsche Martyrologium des 20. Jahrhunderts aufgenommen.
Das Aloysia-Löwenfels-Haus in Dernbach trägt ihren Namen.

## Seligsprechungsverfahren
Am 20. Oktober 2015 eröffnete der Apostolische Administrator des Bistums Limburg, Weihbischof Manfred Grothe, das Verfahren zur Seligsprechung. Zur Postulatorin des Verfahrens wurde die Dernbacher Schwester Christiane Humpert ernannt. Bischöflicher Delegat ist der Jesuit Georg Schmidt, der das Prüfverfahren leitet.